# 切爾內奇納 (薩馬爾區)
49°7′26″N 34°46′43″E / 49.12389°N 34.77861°E
切爾內奇納（烏克蘭語：Чернеччина），是位於烏克蘭中部的村莊，由第聶伯羅彼得羅夫斯克州裡萨马尔区的切爾內奇納市鎮負責管轄，處於莫克拉扎普拉夫卡河右岸，海拔高度74米，2001年人口1,077。